# 紫菀钩丝壳
紫菀钩丝壳（学名：Uncinula asteris）是属于白粉菌目白粉菌科钩丝壳属的一种真菌，寄生在祈州漏卢属植物上。该种分布于中国、日本。